# Cinquième circonscription de Maine-et-Loire
La cinquième circonscription de Maine-et-Loire est l'une des 7 circonscriptions législatives françaises que compte le département de Maine-et-Loire (49) situé en région Pays de la Loire.

## Description géographique et démographique

### De 1958 à 1986
Le département avait six circonscriptions.
La cinquième circonscription de Maine-et-Loire était composée de :
- canton de Beaupréau
- canton de Champtoceaux
- canton de Cholet
- canton de Montfaucon
- canton de Montrevault

Source : Journal Officiel du 14-15 Octobre 1958.

### Depuis 1988
La cinquième circonscription de Maine-et-Loire est délimitée par le découpage électoral de la loi no 86-1197 du 24 novembre 1986
, elle regroupe les divisions administratives suivantes :
- Canton de Cholet-1
- Canton de Cholet-2
- Canton de Cholet-3
- Canton de Montfaucon-Montigné.

D'après le recensement général de la population en 1999, réalisé par l'Institut national de la statistique et des études économiques (INSEE), la population totale de cette circonscription est estimée à 101312 habitants, ce qui fait que la circonscription est surreprésentée par rapport à la moyenne nationale (voir la carte de représentativité des circonscriptions législatives françaises), la représentativité théorique par circonscription étant de 105 600 habitants.

## Historique des députations
| Législature | Début de mandat   | Fin de mandat     | Député                        | Parti politique | Observations |
| ----------- | ----------------- | ----------------- | ----------------------------- | --------------- | --- |
| Ire         | 9 décembre 1958   | 9 octobre 1962    | René Le Bault de La Morinière | UNR             | Mandat écourté à la suite d'une dissolution parlementaire décidée par Charles de Gaulle.                                                                       |
| IIe         | 6 décembre 1962   | 2 avril 1967      | René Le Bault de La Morinière | UNR             | |
| IIIe        | 3 avril 1967      | 30 mai 1968       | René Le Bault de La Morinière | UDR             | Mandat écourté à la suite d'une dissolution parlementaire décidée par Charles de Gaulle.                                                                       |
| IVe         | 11 juillet 1968   | 1er avril 1973    | René Le Bault de La Morinière | UDR             | |
| Ve          | 2 avril 1973      | 29 septembre 1976 | Maurice Ligot                 | Union centriste | Remplacé à partir du 29 septembre 1976 par Jean Huchon à la suite de sa nomination au gouvernement                                                             |
| Ve          | 29 septembre 1976 | 2 avril 1978      | Jean Huchon                   | Union centriste | Remplacé à partir du 29 septembre 1976 par Jean Huchon à la suite de sa nomination au gouvernement                                                             |
| VIe         | 3 avril 1978      | 22 mai 1981       | Maurice Ligot                 | UDF             | Mandat écourté à la suite d'une dissolution parlementaire décidée par François Mitterrand.                                                                     |
| VIIe        | 2 juillet 1981    | 1er avril 1986    | Maurice Ligot                 | UDF             | |
| VIIIe       | 2 avril 1986      | 14 mai 1988       | Aucun                         | Aucun           | Proportionnelle par département, pas de député par circonscription. Mandat écourté à la suite d'une dissolution parlementaire décidée par François Mitterrand. |
| IXe         | 23 juin 1988      | 1er avril 1993    | Maurice Ligot                 | UDF             | |
| Xe          | 2 avril 1993      | 21 avril 1997     | Maurice Ligot,                | UDF,            | Mandat écourté à la suite d'une dissolution parlementaire décidée par Jacques Chirac.                                                                          |
| XIe         | 12 juin 1997      | 18 juin 2002      | Maurice Ligot,                | UDF,            | |
| XIIe        | 19 juin 2002      | 19 juin 2007      | Gilles Bourdouleix,           | UMP,            | |
| XIIIe       | 20 juin 2007      | 19 juin 2012      | Gilles Bourdouleix            | UMP             | |
| XIVe        | 20 juin 2012      | 20 juin 2017      | Gilles Bourdouleix            | UPF-CNIP-UMP    | |
| XVe         | 21 juin 2017      | 21 juin 2022      | Denis Masséglia               | LREM            | |

## Historique des élections

### Élections de 1958
| Candidat       | Candidat                          | Parti          | Premier tour | Premier tour | Second tour | Second tour |  |
| Candidat       | Candidat                          | Parti          | Voix         | %            | Voix        | %           |  |
| -------------- | --------------------------------- | -------------- | ------------ | ------------ | ----------- | ----------- |  |
|                | René Le Bault de La Morinière élu | UNR            | 15 308       | 29,63        | 26 996      | 53,76       |  |
|                | Georges Prisset                   | MRP            | 14 702       | 28,46        | 16 355      | 32,57       |  |
|                | Bernard Manceau                   | CNIP           | 13 416       | 25,97        | 4 420       | 8,8         |  |
|                | Louis Bouvet                      | UFF            | 3 293        | 6,37         | Retrait     | Retrait     |  |
|                | Henri Cousseau                    | PCF            | 2 830        | 5,48         | 2 448       | 4,87        |  |
|                | Camille Aigreault                 | SFIO           | 2 110        | 4,08         |             |             |  |
|                |                                   |                |              |              |             |             |  |
| Inscrits       | Inscrits                          | Inscrits       | 62 451       | 100,00       | 62 449      | 100,00      |  |
| Abstentions    | Abstentions                       | Abstentions    | 9 488        | 15,19        | 11 282      | 18,07       |  |
| Votants        | Votants                           | Votants        | 52 963       | 84,81        | 51 167      | 81,93       |  |
| Blancs et nuls | Blancs et nuls                    | Blancs et nuls | 1 304        | 2,46         | 948         | 1,85        |  |
| Exprimés       | Exprimés                          | Exprimés       | 51 659       | 97,54        | 50 219      | 98,15       |  |

Le suppléant de René Le Bault de La Morinière était Georges Mincheneau, directeur d'usine, conseiller municipal de Cholet.

### Élections de 1962
|                | René Le Bault de La Morinière sortant réélu | UNR-UDT        | 28 906 | 60,7   |  |  |  |
|                | Georges Prisset                             | MRP            | 12 817 | 26,92  |  |  |  |
|                | Henri Cousseau                              | PCF            | 3 131  | 6,58   |  |  |  |
|                | Louis Bouvet                                | UFF            | 1 398  | 2,94   |  |  |  |
|                | François Quiniou                            | SFIO           | 1 367  | 2,87   |  |  |  |
|                |                                             |                |        |        |  |  |  |
| Inscrits       | Inscrits                                    | Inscrits       | 64 100 | 100,00 |  |  |  |
| Abstentions    | Abstentions                                 | Abstentions    | 15 063 | 23,5   |  |  |  |
| Votants        | Votants                                     | Votants        | 49 037 | 76,5   |  |  |  |
| Blancs et nuls | Blancs et nuls                              | Blancs et nuls | 1 418  | 2,89   |  |  |  |
| Exprimés       | Exprimés                                    | Exprimés       | 47 619 | 97,11  |  |  |  |

Le suppléant de René Le Bault de La Morinière était Georges Mincheneau, directeur d'usine à Cholet.

### Élections de 1967
|                | René Le Bault de La Morinière sortant réélu | UD-Ve                     | 30 528 | 53,77  |  |  |  |
|                | Maurice Ligot                               | Divers droite (Gaulliste) | 8 625  | 15,19  |  |  |  |
|                | André Le Chevallier                         | FGDS (CIR)                | 7 308  | 12,87  |  |  |  |
|                | André Laumonier                             | CD (PDM)                  | 6 078  | 10,71  |  |  |  |
|                | Henri Cousseau                              | PCF                       | 4 232  | 7,45   |  |  |  |
|                |                                             |                           |        |        |  |  |  |
| Inscrits       | Inscrits                                    | Inscrits                  | 64 270 | 100,00 |  |  |  |
| Abstentions    | Abstentions                                 | Abstentions               | 6 390  | 9,94   |  |  |  |
| Votants        | Votants                                     | Votants                   | 57 880 | 90,06  |  |  |  |
| Blancs et nuls | Blancs et nuls                              | Blancs et nuls            | 1 109  | 1,92   |  |  |  |
| Exprimés       | Exprimés                                    | Exprimés                  | 56 771 | 98,08  |  |  |  |

Le suppléant de René Le Bault de La Morinière était Guy Ronsin, directeur technique de cours professionnels, adjoint au maire de Cholet.

### Élections de 1968
|                | René Le Bault de La Morinière sortant réélu | UDR (URP)      | 35 357 | 62,09  |  |  |  |
|                | André Le Chevallier                         | FGDS (CIR)     | 8 113  | 14,25  |  |  |  |
|                | Pierre Roche                                | CD (PDM)       | 5 504  | 9,67   |  |  |  |
|                | Bernard Manceau                             | CR             | 4 956  | 8,7    |  |  |  |
|                | Michel Bourgeat                             | PCF            | 3 014  | 5,29   |  |  |  |
|                |                                             |                |        |        |  |  |  |
| Inscrits       | Inscrits                                    | Inscrits       | 66 730 | 100,00 |  |  |  |
| Abstentions    | Abstentions                                 | Abstentions    | 8 929  | 13,38  |  |  |  |
| Votants        | Votants                                     | Votants        | 57 801 | 86,62  |  |  |  |
| Blancs et nuls | Blancs et nuls                              | Blancs et nuls | 857    | 1,48   |  |  |  |
| Exprimés       | Exprimés                                    | Exprimés       | 56 944 | 98,52  |  |  |  |

Le suppléant de René Le Bault de La Morinière était Charles Bossard, agent technique, conseiller municipal de Cholet.

### Élections de 1973
| Candidat       | Candidat                              | Parti                | Premier tour | Premier tour | Second tour | Second tour |  |
| Candidat       | Candidat                              | Parti                | Voix         | %            | Voix        | %           |  |
| -------------- | ------------------------------------- | -------------------- | ------------ | ------------ | ----------- | ----------- |  |
|                | Maurice Ligot élu                     | Divers droite (CNIP) | 26 425       | 41,86        | 29 264      | 46,99       |  |
|                | René Le Bault de La Morinière sortant | UDR (URP)            | 24 333       | 38,55        | 23 987      | 38,51       |  |
|                | Gérard Péan                           | PS (UGSD)            | 7 437        | 11,78        | 9 031       | 14,5        |  |
|                | Jean-Paul Gouraud                     | PCF                  | 3 754        | 5,95         |             |             |  |
|                | Christian Rousset                     | LO                   | 1 173        | 1,86         |             |             |  |
|                |                                       |                      |              |              |             |             |  |
| Inscrits       | Inscrits                              | Inscrits             | 73 719       | 100,00       | 73 717      | 100,00      |  |
| Abstentions    | Abstentions                           | Abstentions          | 9 411        | 12,77        | 10 728      | 14,55       |  |
| Votants        | Votants                               | Votants              | 64 308       | 87,23        | 62 989      | 85,45       |  |
| Blancs et nuls | Blancs et nuls                        | Blancs et nuls       | 1 186        | 1,84         | 707         | 1,12        |  |
| Exprimés       | Exprimés                              | Exprimés             | 63 122       | 98,16        | 62 282      | 98,88       |  |

Le suppléant de Maurice Ligot était Jean Huchon, agriculteur, maire de La Salle-et-Chapelle-Aubry. Jean Huchon remplaça Maurice Ligot, nommé membre du gouvernement, du 28 septembre 1976 au 2 avril 1978. Il était apparenté au groupe des Républicains Indépendants.

### Élections de 1978
|                | Maurice Ligot sortant réélu | app. UDF       | 49 577 | 65,88  |  |  |  |
|                | Émile Coutolleau            | PS             | 15 954 | 21,20  |  |  |  |
|                | Jean-Paul Gouraud           | PCF            | 5 986  | 7,95   |  |  |  |
|                | Christian Rousset           | LO             | 2 227  | 2,96   |  |  |  |
|                | Raymond Delaporte           | Sans étiquette | 1 507  | 2,00   |  |  |  |
|                |                             |                |        |        |  |  |  |
| Inscrits       | Inscrits                    | Inscrits       | 88 067 | 100,00 |  |  |  |
| Abstentions    | Abstentions                 | Abstentions    | 11 039 | 12,53  |  |  |  |
| Votants        | Votants                     | Votants        | 77 028 | 87,47  |  |  |  |
| Blancs et nuls | Blancs et nuls              | Blancs et nuls | 1 777  | 2,31   |  |  |  |
| Exprimés       | Exprimés                    | Exprimés       | 75 251 | 97,69  |  |  |  |

Le suppléant de Maurice Ligot était Jean Huchon.

### Élections de 1981
|                | Maurice Ligot sortant réélu | CNIP (UNM)     | 41 152 | 61,46  |  |  |  |
|                | Émile Coutolleau            | PS             | 21 426 | 32,00  |  |  |  |
|                | Jean-Paul Gouraud           | PCF            | 2 447  | 3,65   |  |  |  |
|                | Michel Robichon             | PSU            | 1 154  | 1,72   |  |  |  |
|                | Christian Rousset           | LO             | 777    | 1,16   |  |  |  |
|                |                             |                |        |        |  |  |  |
| Inscrits       | Inscrits                    | Inscrits       | 92 655 | 100,00 |  |  |  |
| Abstentions    | Abstentions                 | Abstentions    | 24 662 | 26,62  |  |  |  |
| Votants        | Votants                     | Votants        | 67 993 | 73,38  |  |  |  |
| Blancs et nuls | Blancs et nuls              | Blancs et nuls | 1 037  | 1,53   |  |  |  |
| Exprimés       | Exprimés                    | Exprimés       | 66 956 | 98,47  |  |  |  |

### Élections de 1988
|                | Maurice Ligot sortant réélu | UDF (AD) (URC) | 24 549 | 57,6   |  |  |  |
|                | Émile Coutolleau            | PS             | 13 966 | 32,77  |  |  |  |
|                | Michel Prevost              | FN             | 2 409  | 5,65   |  |  |  |
|                | Jean-Paul Gouraud           | PCF            | 1 697  | 3,98   |  |  |  |
|                |                             |                |        |        |  |  |  |
| Inscrits       | Inscrits                    | Inscrits       | 63 638 | 100,00 |  |  |  |
| Abstentions    | Abstentions                 | Abstentions    | 20 106 | 31,59  |  |  |  |
| Votants        | Votants                     | Votants        | 43 532 | 68,41  |  |  |  |
| Blancs et nuls | Blancs et nuls              | Blancs et nuls | 911    | 2,09   |  |  |  |
| Exprimés       | Exprimés                    | Exprimés       | 42 621 | 97,91  |  |  |  |

La suppléante de Maurice Ligot était Madeleine Grégoire, maire de Montigné-sur-Moine, conseillère générale du canton de Montfaucon-Montigné.

### Élections de 1993
| Candidat       | Candidat                    | Parti          | Premier tour | Premier tour | Second tour | Second tour |  |
| Candidat       | Candidat                    | Parti          | Voix         | %            | Voix        | %           |  |
| -------------- | --------------------------- | -------------- | ------------ | ------------ | ----------- | ----------- |  |
|                | Maurice Ligot sortant réélu | UDF (AD)       | 20 945       | 48,42        | 23 623      | 60,08       |  |
|                | Jean-Pierre Bougnoux        | PS (ADFP)      | 7 699        | 17,8         | 15 693      | 39,92       |  |
|                | Roger Baudry                | FN             | 4 919        | 11,37        |             |             |  |
|                | Patrick Henry               | Les Verts (EÉ) | 3 283        | 7,59         |             |             |  |
|                | Marie-Pierre Larregain      | LT-LNÉ         | 2 740        | 6,33         |             |             |  |
|                | Jean-Paul Gouraud           | PCF            | 1 842        | 4,26         |             |             |  |
|                | Gilles Barrault             | LO             | 1 830        | 4,23         |             |             |  |
|                |                             |                |              |              |             |             |  |
| Inscrits       | Inscrits                    | Inscrits       | 67 473       | 100,00       | 67 473      | 100,00      |  |
| Abstentions    | Abstentions                 | Abstentions    | 20 585       | 30,51        | 24 526      | 36,35       |  |
| Votants        | Votants                     | Votants        | 46 888       | 69,49        | 42 947      | 63,65       |  |
| Blancs et nuls | Blancs et nuls              | Blancs et nuls | 3 630        | 7,74         | 3 631       | 8,45        |  |
| Exprimés       | Exprimés                    | Exprimés       | 43 258       | 92,26        | 39 316      | 91,55       |  |

Le suppléant de Maurice Ligot était Régis Mulliez, chef d'entreprise au Longeron.

### Élections de 1997
| Candidat       | Candidat                    | Parti          | Premier tour | Premier tour | Second tour | Second tour |  |
| Candidat       | Candidat                    | Parti          | Voix         | %            | Voix        | %           |  |
| -------------- | --------------------------- | -------------- | ------------ | ------------ | ----------- | ----------- |  |
|                | Maurice Ligot sortant réélu | UDF (AD)       | 10 184       | 23,1         | 23 496      | 53,22       |  |
|                | Antoine Mouly               | PS             | 9 996        | 22,67        | 20 654      | 46,78       |  |
|                | Gilles Bourdouleix          | diss. UDF      | 8 903        | 20,19        | Retrait     | Retrait     |  |
|                | Roger Baudry                | FN             | 4 958        | 11,24        |             |             |  |
|                | Michel Tanty                | Divers droite  | 3 261        | 7,4          |             |             |  |
|                | Jean-Paul Gouraud           | PCF            | 1 995        | 4,52         |             |             |  |
|                | Gilles Barrault             | LO             | 1 910        | 4,33         |             |             |  |
|                | Christian Arc               | Les Verts      | 1 667        | 3,78         |             |             |  |
|                | Nathalie Bodier             | GÉ             | 752          | 1,71         |             |             |  |
|                | Madeleine Jamet             | LT-LNÉ         | 469          | 1,06         |             |             |  |
|                |                             |                |              |              |             |             |  |
| Inscrits       | Inscrits                    | Inscrits       | 68 238       | 100,00       | 68 237      | 100,00      |  |
| Abstentions    | Abstentions                 | Abstentions    | 20 872       | 30,59        | 20 679      | 30,3        |  |
| Votants        | Votants                     | Votants        | 47 366       | 69,41        | 47 558      | 69,7        |  |
| Blancs et nuls | Blancs et nuls              | Blancs et nuls | 3 271        | 6,91         | 3 408       | 7,17        |  |
| Exprimés       | Exprimés                    | Exprimés       | 44 095       | 93,09        | 44 150      | 92,83       |  |

Le suppléant de Maurice Ligot était Xavier Coiffard, conseiller de gestion, de Cholet.

### Élections de 2002
| Candidat       | Candidat               | Parti            | Premier tour | Premier tour | Second tour | Second tour |  |
| Candidat       | Candidat               | Parti            | Voix         | %            | Voix        | %           |  |
| -------------- | ---------------------- | ---------------- | ------------ | ------------ | ----------- | ----------- |  |
|                | Gilles Bourdouleix élu | UMP              | 18 028       | 39,52        | 24 280      | 61,08       |  |
|                | Antoine Mouly          | PS               | 11 216       | 24,59        | 15 468      | 38,92       |  |
|                | Xavier Coiffard        | UDF              | 8 796        | 19,28        |             |             |  |
|                | Patrice Gros-Suaudeau  | FN               | 2 225        | 4,88         |             |             |  |
|                | Muriel Maillet         | Les Verts        | 914          | 2            |             |             |  |
|                | Guénael Sanceau        | LCR              | 716          | 1,57         |             |             |  |
|                | Robert Cerisier        | LO               | 709          | 1,55         |             |             |  |
|                | Cécile Hérissé         | MPF              | 663          | 1,45         |             |             |  |
|                | Roger Baudry           | MNR              | 590          | 1,29         |             |             |  |
|                | Nicole Veylit          | PCF              | 551          | 1,21         |             |             |  |
|                | Geoffrey Serre         | Divers           | 441          | 0,97         |             |             |  |
|                | Bernard Portzert       | LT-LNÉ           | 385          | 0,84         |             |             |  |
|                | Claudine Masse         | Pôle républicain | 251          | 0,55         |             |             |  |
|                | Éric Leconte           | GÉ               | 132          | 0,29         |             |             |  |
|                |                        |                  |              |              |             |             |  |
| Inscrits       | Inscrits               | Inscrits         | 70 560       | 100,00       | 70 558      | 100,00      |  |
| Abstentions    | Abstentions            | Abstentions      | 23 918       | 33,9         | 29 231      | 41,43       |  |
| Votants        | Votants                | Votants          | 46 642       | 66,1         | 41 327      | 58,57       |  |
| Blancs et nuls | Blancs et nuls         | Blancs et nuls   | 1 025        | 2,2          | 1 579       | 3,82        |  |
| Exprimés       | Exprimés               | Exprimés         | 45 617       | 97,8         | 39 748      | 96,18       |  |

Le suppléant de Gilles Bourdouleix était François-Michel Soulard, maire de Montfaucon-Montigné.

### Élections de 2007
| Candidat       | Candidat                         | Parti               | Premier tour | Premier tour | Second tour | Second tour |  |
| Candidat       | Candidat                         | Parti               | Voix         | %            | Voix        | %           |  |
| -------------- | -------------------------------- | ------------------- | ------------ | ------------ | ----------- | ----------- |  |
|                | Gilles Bourdouleix sortant réélu | UMP                 | 20 685       | 46,32        | 22 684      | 56,3        |  |
|                | Laurence Adrien-Bigeon           | PS                  | 9 222        | 20,65        | 17 609      | 43,7        |  |
|                | Xavier Coiffard                  | UDF–MoDem           | 7 240        | 16,21        |             |             |  |
|                | Colette Jouy-Meeldijk            | Les Verts           | 1 150        | 2,58         |             |             |  |
|                | Guenael Sanceau                  | LCR                 | 846          | 1,89         |             |             |  |
|                | Dominique Poupard                | Extrême gauche (GA) | 833          | 1,87         |             |             |  |
|                | Anne Fillaud                     | MPF                 | 806          | 1,8          |             |             |  |
|                | Michel Bendahan                  | Divers droite       | 782          | 1,75         |             |             |  |
|                | Robert Cerisier                  | LO                  | 722          | 1,62         |             |             |  |
|                | Patrice Gros-Suaudeau            | FN                  | 684          | 1,53         |             |             |  |
|                | Anne Tilly                       | MÉI                 | 568          | 1,27         |             |             |  |
|                | Nicole Veylit                    | PCF                 | 476          | 1,07         |             |             |  |
|                | Luc Ferry                        | Divers              | 424          | 0,95         |             |             |  |
|                | Christian Proust                 | MNR                 | 219          | 0,49         |             |             |  |
|                |                                  |                     |              |              |             |             |  |
| Inscrits       | Inscrits                         | Inscrits            | 74 425       | 100,00       | 74 423      | 100,00      |  |
| Abstentions    | Abstentions                      | Abstentions         | 28 567       | 38,38        | 32 614      | 43,82       |  |
| Votants        | Votants                          | Votants             | 45 858       | 61,62        | 41 809      | 56,18       |  |
| Blancs et nuls | Blancs et nuls                   | Blancs et nuls      | 1 201        | 2,62         | 1 516       | 3,63        |  |
| Exprimés       | Exprimés                         | Exprimés            | 44 657       | 97,38        | 40 293      | 96,37       |  |

### Élections de 2012
| Candidat       | Candidat                         | Parti          | Premier tour | Premier tour | Second tour | Second tour |  |
| Candidat       | Candidat                         | Parti          | Voix         | %            | Voix        | %           |  |
| -------------- | -------------------------------- | -------------- | ------------ | ------------ | ----------- | ----------- |  |
|                | Gilles Bourdouleix sortant réélu | CNIP (UMP)     | 17 994       | 42,02        | 21 287      | 51,07       |  |
|                | Laurence Adrien-Bigeon           | PS             | 15 226       | 35,55        | 20 397      | 48,93       |  |
|                | Danielle Duret                   | RBM (FN)       | 2 910        | 6,80         |             |             |  |
|                | Xavier Coiffard                  | CpF (MoDem)    | 2 247        | 5,25         |             |             |  |
|                | Aurélie Monrouzeau               | FG (PCF) (PG)  | 1 303        | 3,04         |             |             |  |
|                | Philippe Renaudet                | AC             | 1 113        | 2,60         |             |             |  |
|                | Pierre Chalopin                  | EÉLV           | 1 070        | 2,50         |             |             |  |
|                | Denis Plard                      | LO             | 415          | 0,97         |             |             |  |
|                | Bernard Portzert                 | LT-LNÉ         | 370          | 0,86         |             |             |  |
|                | Guénael Sanceau                  | NPA            | 176          | 0,41         |             |             |  |
|                |                                  |                |              |              |             |             |  |
| Inscrits       | Inscrits                         | Inscrits       | 75 351       | 100,00       | 75 356      | 100,00      |  |
| Abstentions    | Abstentions                      | Abstentions    | 31 803       | 42,21        | 32 663      | 43,34       |  |
| Votants        | Votants                          | Votants        | 43 548       | 57,79        | 42 693      | 56,66       |  |
| Blancs et nuls | Blancs et nuls                   | Blancs et nuls | 724          | 1,66         | 1 009       | 2,36        |  |
| Exprimés       | Exprimés                         | Exprimés       | 42 824       | 98,34        | 41 684      | 97,64       |  |

### Élections de 2017
Les élections législatives françaises de 2017 ont lieu les dimanches 11 et 18 juin 2017.
|                                                                                 |                                                           |                           |                           |                          |                          |
|                                                                                 |                                                           | Premier tour 11 juin 2017 | Premier tour 11 juin 2017 | Second tour 18 juin 2017 | Second tour 18 juin 2017 |
|                                                                                 |                                                           |                           |                           |                          |                          |
|                                                                                 |                                                           | Nombre                    | % des inscrits            | Nombre                   | % des inscrits           |
| Inscrits                                                                        | Inscrits                                                  | 77 380                    | 100,00                    | 77 379                   | 100,00                   |
| Abstentions                                                                     | Abstentions                                               | 38 858                    | 50,22                     | 44 819                   | 57,92                    |
| Votants                                                                         | Votants                                                   | 38 522                    | 49,78                     | 32 560                   | 42,08                    |
|                                                                                 |                                                           |                           | % des votants             |                          | % des votants            |
| Bulletins blancs                                                                | Bulletins blancs                                          | 565                       | 1,47                      | 1 698                    | 5,21                     |
| Bulletins nuls                                                                  | Bulletins nuls                                            | 240                       | 0,62                      | 686                      | 2,11                     |
| Suffrages exprimés                                                              | Suffrages exprimés                                        | 37 717                    | 97,91                     | 30 176                   | 92,68                    |
|                                                                                 |                                                           |                           |                           |                          |                          |
| Candidat Étiquette politique (partis et alliances)                              | Candidat Étiquette politique (partis et alliances)        | Voix                      | % des exprimés            | Voix                     | % des exprimés           |
|                                                                                 |                                                           |                           |                           |                          |                          |
|                                                                                 | Denis Masséglia La République en marche                   | 17 966                    | 47,63                     | 20 631                   | 68,37                    |
|                                                                                 | Patrice Brault Divers droite                              | 8 017                     | 21,26                     | 9 545                    | 31,63                    |
|                                                                                 | Kévin Certenais La France insoumise                       | 3 197                     | 8,48                      |                          |                          |
|                                                                                 | Lucie Pineau Front national                               | 2 753                     | 7,30                      |                          |                          |
|                                                                                 | Franck Loiseau Europe Écologie Les Verts                  | 2 101                     | 5,57                      |                          |                          |
|                                                                                 | Jean-Marc Vacher Parti socialiste                         | 1 568                     | 4,16                      |                          |                          |
|                                                                                 | Martine Cordier Debout la France                          | 640                       | 1,70                      |                          |                          |
|                                                                                 | Jean-Yves Rineau Divers droite (Parti chrétien-démocrate) | 485                       | 1,29                      |                          |                          |
|                                                                                 | Denis Plard Lutte ouvrière                                | 410                       | 1,09                      |                          |                          |
|                                                                                 | Claudie Lecuyer Parti communiste français                 | 309                       | 0,82                      |                          |                          |
|                                                                                 | Gilles Ménard Divers (Union populaire républicaine)       | 271                       | 0,72                      |                          |                          |
| Source : Ministère de l'Intérieur - Cinquième circonscription de Maine-et-Loire |                                                           |                           |                           |                          |                          |

### Élections de 2022
| Résultats des élections législatives des 12 et 19 juin 2022 de la 5e circonscription du Maine-et-Loire |                          |                          |              |              |             |             |
| Candidat                                                                                               | Candidat                 | Parti et coalition       | Premier tour | Premier tour | Second tour | Second tour |
| Candidat                                                                                               | Candidat                 | Parti et coalition       | Voix         | %            | Voix        | %           |
| | Denis Masséglia          | LREM (ENS)               | 11 073       | 31,63        | 19 395      | 60,76       |
| | Christophe Airaud,       | LFI (NUPES)              | 8 039        | 22,96        | 12 525      | 39,24       |
| | Jacquelin Ligot          | LR (UDC)                 | 6 472        | 18,48        |             |             |
| | Sigline de Campeau       | RN                       | 4 588        | 13,10        |             |             |
| | Jean-Michel Debarre      | DVC                      | 2 150        | 6,14         |             |             |
| | Valérie Gorioux          | REC                      | 1 025        | 2,93         |             |             |
| | Frédéric Guyard          | DLF (UPF)                | 719          | 2,05         |             |             |
| | Didier Testu             | LO                       | 524          | 1,50         |             |             |
| | Hervé Fusil              | PA                       | 423          | 1,21         |             |             |
| Votes valides                                                                                          | Votes valides            | Votes valides            | 35 013       | 97,24        | 31 920      | 92,70       |
| Votes blancs                                                                                           | Votes blancs             | Votes blancs             | 722          | 2,01         | 1 701       | 4,94        |
| Votes nuls                                                                                             | Votes nuls               | Votes nuls               | 273          | 0,76         | 814         | 2,36        |
| Total                                                                                                  | Total                    | Total                    | 36 008       | 100          | 34 435      | 100         |
| Abstention                                                                                             | Abstention               | Abstention               | 43 412       | 54,66        | 45 011      | 56,66       |
| Inscrits / participation                                                                               | Inscrits / participation | Inscrits / participation | 79 420       | 45,34        | 79 446      | 43,34       |

### Élections de 2024
| Candidat                 | Candidat                 | Parti et coalition       | Nuance                   | Premier tour  | Premier tour | Second tour | Second tour |
| Candidat                 | Candidat                 | Parti et coalition       | Nuance                   | Voix          | %            | Voix        | %           |
| ------------------------ | ------------------------ | ------------------------ | ------------------------ | ------------- | ------------ | ----------- | ----------- |
|                          | Gilles Bourdouleix,      | RAD (RN)                 | UXD                      | 16 066        | 30,54        |             |             |
|                          | Véronique Estang         | REC                      |                          | 583           | 1,11         |             |             |
|                          | Frédéric Guyard          | DLF                      |                          | 822           | 1,56         |             |             |
|                          | Jacquelin Ligot          | DVD (LR, NÉ)             |                          | 5 362         | 10,19        |             |             |
|                          | Denis Masséglia          | RE (ENS)                 |                          | 17 730        | 33,70        |             |             |
|                          | France Moreau            | LFI (NFP)                |                          | 11 220        | 21,33        |             |             |
|                          | Didier Testu             | LO                       |                          | 821           | 1,56         |             |             |
|                          |                          |                          |                          |               |              |             |             |
| Votes valides            | Votes valides            | Votes valides            | Votes valides            | 52 604        | 99.99        |             |             |
| Votes blancs             | Votes blancs             | Votes blancs             | Votes blancs             | 1207          | 1,51         |             |             |
| Votes nuls               | Votes nuls               | Votes nuls               | Votes nuls               | 529           | 0,66         |             |             |
| Total                    | Total                    | Total                    | Total                    | 54 340        |              |             |             |
| Abstention               | Abstention               | Abstention               | Abstention               | 25 757        | 32,16        |             |             |
| Inscrits / participation | Inscrits / participation | Inscrits / participation | Inscrits / participation | 80 097/52 604 | 100%/65,68   |             |             |

#### Département de Maine-et-Loire
- La fiche de l'INSEE de cette circonscription : « Tableaux et Analyses de la cinquième circonscription de Maine-et-Loire », sur insee.fr, site de l'Institut national de la statistique et des études économiques (consulté le 10 juin 2007) [PDF]
- « Tous les députés du département de Maine-et-Loire depuis 1789 », sur assemblee-nationale.fr, site de l'Assemblée nationale française (consulté le 10 juin 2007)
- « Informations contentieuses sur le département de Maine-et-Loire (Élections législatives de 2002) »(Archive.org • Wikiwix • Archive.is • Google • Que faire ?), sur conseil-constitutionnel.fr, site du Conseil constitutionnel (consulté le 13 juin 2007)

#### Circonscriptions en France
- « Carte des circonscriptions législatives en France », sur assemblee-nationale.fr, site de l'Assemblée nationale française (consulté le 10 juin 2007)
- « Résultats électoraux officiels en France »(Archive.org • Wikiwix • Archive.is • Google • Que faire ?), sur interieur.gouv.fr, site du ministère de l'Intérieur (France) (consulté le 13 juin 2007)
- Description et Atlas des circonscriptions électorales de France sur http://www.atlaspol.com, Atlaspol, site de cartographie géopolitique, consulté le 13 juin 2007.